# Constitution de la ville libre et hanséatique de Hambourg
La Constitution de la ville libre et hanséatique de Hambourg du 6 juin 1952 (Verfassung der Freien und Hansestadt Hamburg vom 6. Juni 1952) est la constitution promulguée par la ville-État de Hambourg le 6 juin 1952. Elle comprend 76 articles répartis en huit sections et a été révisée neuf fois jusqu’au 16 mai 2001.
C’est avec la Constitution de la Basse-Saxe la seule des constitutions des anciens Länder à ne porter aucune disposition concernant les droits fondamentaux ; elle a en effet été adoptée après la Loi fondamentale de 1949, qui règle ces matières et prime sur les droits provinciaux.

## Structure
- Préambule
- I. Les fondements de l’État
- II. La Bürgerschaft
- III. Le Sénat
- IV. La législation
- V. L’administration
- VI. La juridiction
- VII. Les questions budgétaires et financières
- VIII. Dispositions finales et transitoires

## Organes
- Bürgerschaft de Hambourg
- Sénat de Hambourg
- Premier bourgmestre de Hambourg
- Tribunal constitutionnel de Hambourg